# Dân vận và Binh - Địch vận
Dân vận và Binh - Địch vận là hoạt động chiến tranh tâm lý của Chính phủ Việt Nam Dân chủ Cộng hòa trong suốt thời kỳ chiến tranh Đông Dương lần thứ nhất và chiến tranh Việt Nam. Trong đó Binh-Địch vận được Đảng Cộng sản Việt Nam nhìn nhận là "một trong 3 mũi giáp công" (chính trị, quân sự, binh-địch vận), là bộ phận của đường lối chính trị, đường lối chiến tranh nhân dân.

## Nền tảng
Ngày 1 tháng 5 năm 1947, Chủ tịch Hồ Chí Minh ký Sắc lệnh 47/SL về tổ chức Bộ Quốc phòng. Theo đó, nhiều cơ quan của Bộ Quốc phòng được thành lập, trong đó có Phòng Địch vận và Bộ phận Dân vận thuộc Phòng Tuyên truyền (thuộc Chính trị Cục) - những cơ quan tiền thân của Cục Dân vận ngày nay.

## Tầm quan trọng và mục tiêu
Đường lối chiến tranh chủ đạo của Việt Nam Dân chủ Cộng hòa là chiến tranh nhân dân, lấy nhân dân làm trung tâm, gốc rễ sức mạnh của cách mạng. Trong tình hình chiến tranh với Pháp, sau đó là Mỹ, luôn tồn tại chính phủ và lực lượng quân đội người Việt thân với họ, cuộc chiến không chỉ trên phương diện quân sự mà phải trên cả phương diện tâm lý. Trong các vùng tạm chiếm của Pháp-Quốc gia Việt Nam (1946-1954), sau đó là Mỹ-Việt Nam Cộng hòa (1955-1975) các hoạt động tuyên truyền chống cộng diễn ra rất mạnh, hàng chục vạn thanh niên bị gọi nhập ngũ. Đảng Cộng sản Việt Nam luôn đặt công tác Dân vận và Binh-địch vận vào vị trí vô cùng quan trọng trong việc tranh thủ nhân tâm của đông đảo quần chúng và cuộc kháng chiến còn có thể tiếp tục đến thắng lợi hay không phụ thuộc vào sự ủng hộ của họ.
"Có thể ví công tác Binh-Địch vận làm mục ruỗng một thực thể từ bên trong, góp phần tạo điều kiện cho ngoại lực đạp vỡ thực thể đó một cách nhanh chóng. Đó là một mặt trận có tiếng súng và không tiếng súng, được tiến hành trong lòng địch, đầy hy sinh gian khổ của toàn quân, toàn dân".

## Phương pháp
Các phương pháp cơ bản:
- Cài cắm người vào hàng ngũ của đối phương, thực hiện phân hóa hàng ngũ và khoét sâu mâu thuẫn trong hàng ngũ đối phương.
- Thực hiện nắm bắt thông tin, kịp thời cung cấp thông tin có lợi cho phe cách mạng.
- Bám sát quần chúng, đưa người vào trong quần chúng, kịp thời nắm bắt tâm tư tình cảm của họ để kịp thời tranh thủ sự ủng hộ.
- Dùng nội tuyến giết các đối tượng lãnh đạo chính trị-quân sự mục tiêu, nghi binh hù dọa quân đối phương.
- Dùng lực lượng gia đình quân đối phương kêu gọi binh lính họ đầu hàng. Đặc biệt là dùng những người mẹ, người vợ hay người yêu của binh lính đối phương để kêu gọi họ trở về.
- Tại các đồn bót đối phương đều có bố trí tổ vị trí, tổ binh vận vũ trang, lực lượng binh vận thường trực, bao vây tuyên truyền phát động gia đình binh sĩ và từng binh sĩ.
- Trên cơ sở có phong trào quần chúng vận động binh sĩ tốt tạo điều kiện bắt mối quan hệ xây dựng nhiều cơ sở trong lòng quân đối phương.
- Cán bộ binh vận khéo léo dùng tình cảm đánh trúng vào tâm tư nguyện vọng của binh lính đối phương, vận động họ đi theo Đảng, bỏ súng quy hàng, tạo điều kiện thuận lợi nhất cho quân cách mạng đánh lấy đồn đối phương.

## Hoạt động

### Chiến tranh Đông Dương
Trong cuộc chiến tranh Đông Dương, có khoảng 1.300 lính lê dương đào ngũ chạy sang hàng ngũ Việt Minh và tình nguyện tham gia cuộc chiến chống Pháp. Nhiều người này sau đó trở thành cán bộ của Việt Minh. Hồ Chí Minh gọi họ là "những người Việt Nam mới". Họ thay các cán bộ Việt Minh trực tiếp kêu gọi binh sĩ lê dương trong quân đội Pháp (gồm chủ yếu là lính đánh thuê, lính thuộc địa các nơi khác của Đế quốc thuộc địa của Pháp) bỏ ngũ và chạy sang phía Việt Minh. Hoạt động kêu gọi của họ chủ yếu bằng các loa phát thanh.

### Chiến tranh Việt Nam
Chiến tranh Việt Nam không chỉ là cuộc chiến trên khía cạnh quân sự, đó là cuộc chiến tranh tâm lý của cả hai phe. Các hoạt động của Đảng Cộng sản Việt Nam đã thành công vượt ngoài phạm vi lãnh thổ của mình. Một phong trào phản chiến lan rộng tại Mỹ, góp phần trong việc tác động đến chính sách của chính phủ Mỹ và dẫn đến chấm dứt chiến tranh.